# 八戸航空基地

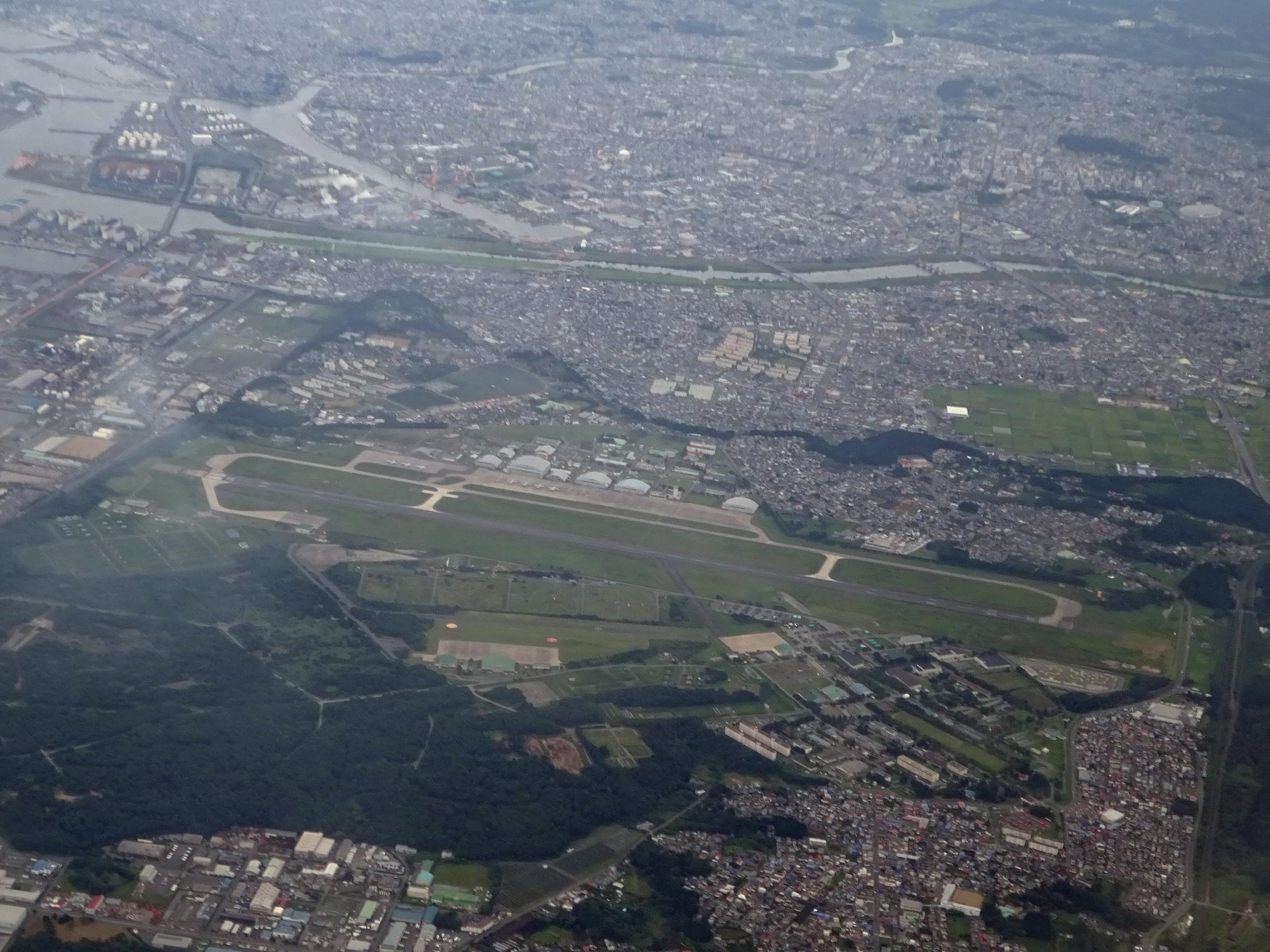
八戸航空基地を空撮（2020年）

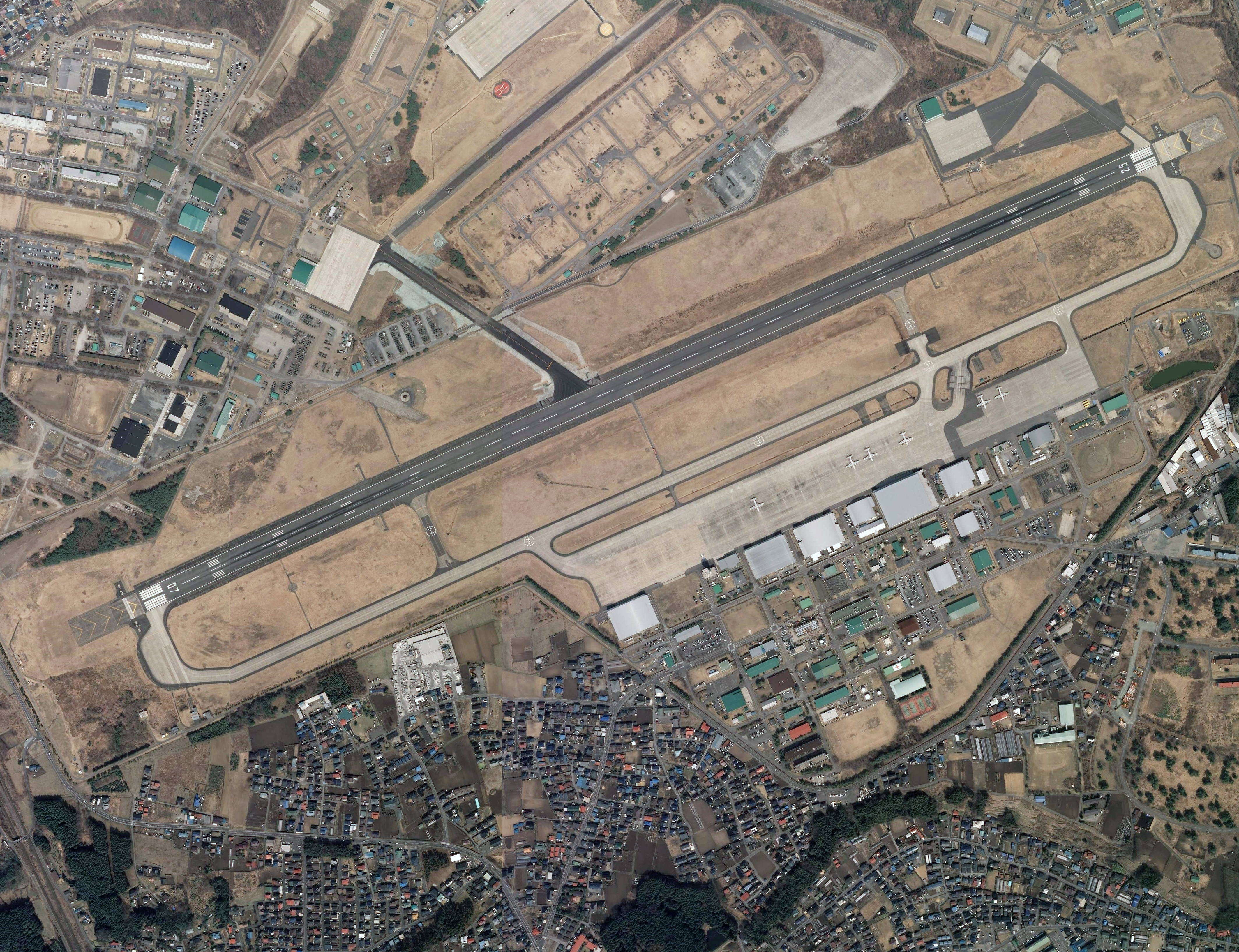
八戸飛行場の空中写真（2013年）

八戸航空基地（はちのへこうくうきち、JMSDF Hachinohe Air Base）は、青森県八戸市大字河原木字八太郎山官地に所在する、海上自衛隊の基地である。八戸飛行場とも呼ばれる。

## 概要
当基地には第2航空群司令部があり、対潜哨戒機P-3Cを運用して、北日本海域の哨戒を行っている。固定翼機の離着陸可能な海上自衛隊航空基地としては日本最北端であり、冬期にはオホーツク海上で流氷観測を行っていることでも知られている。
陸上自衛隊八戸駐屯地・八戸演習場に隣接しており、陸自第9飛行隊も駐屯しているため、ICAO空港コード上では同一であるが、実際は別個に運用されており、滑走路もそれぞれにある。在日米軍と航空自衛隊が共同使用している三沢飛行場がすぐ近くにあり、時々、米軍機が天候不順・故障・燃料不足・三沢飛行場の混雑などを理由に緊急着陸を行っている。
なお1965年から1975年までの間、民間航空機が就航する共用空港であった。

## 沿革
出典:
- 1939年（昭和14年）：日本陸軍、八戸飛行場を建設開始。
- 1941年（昭和16年）1月：日本陸軍飛行場として開港。陸軍少年飛行隊等、主に航空要員養成部隊が置かれる。
- 1945年（昭和20年）9月：終戦により米軍が進駐。「キャンプハウゲン」となる。この時期に大規模拡張される。
- 1950年（昭和25年）
  - 5月：朝鮮戦争により米軍の多くが転進。
  - 9月：警察予備隊八戸駐屯地が新設。
- 1956年（昭和31年）5月：米軍撤退、基地返還。陸上自衛隊八戸駐屯地となり、海上自衛隊八戸航空隊準備室設置。
- 1957年（昭和32年）3月16日：海上自衛隊大湊地方隊八戸航空隊新編。
- 1958年（昭和33年）8月5日：第2飛行隊（後の第2航空隊）が鹿屋航空基地から移駐。
- 1960年（昭和35年）12月1日：救難飛行隊新編。
- 1961年（昭和36年）9月1日：八戸航空隊が第2航空群に改編、航空集団に編入。八戸航空工作所新編、大湊地方隊に編入。
- 1963年（昭和38年）
  - 3月31日：第4航空隊新編。
  - 6月15日：航空自衛隊臨時八戸派遣隊新編。
- 1965年（昭和40年）
  - 3月：三沢飛行場での民間機共用が米軍の保安上の理由から中止されて八戸移転。民間供用開始。
  - 7月29日：UF-2が北海道豊似岳の山腹に墜落。乗員7人死亡[3]
- 1971年（昭和46年）4月28日：P-2J初配備。
- 1972年（昭和47年）2月1日：航空自衛隊が撤退。
- 1975年（昭和50年）5月10日：民間機が三沢飛行場に戻り、民間共用が終わる。
- 1977年（昭和52年）12月27日：航空施設隊新編、航空集団隷下に編入。
- 1985年（昭和60年）7月20日：P-3C初配備。
- 1994年（平成 6年）3月29日：UH-60J初配備。
- 1995年（平成 7年）4月1日：八戸調査分遣隊新編。
- 1998年（平成10年）12月8日：八戸航空工作所が第2航空修理隊に改編、航空集団隷下に編入。第2支援整備隊を第2整備補給隊に改編。
- 2001年（平成13年）6月27日：航空施設隊が機動施設隊に改編。
- 2002年（平成14年）3月22日：八戸システム通信分遣隊新編。
- 2003年（平成15年）3月27日：八戸情報保全隊分遣隊新編。
- 2007年（平成19年）：八戸航空基地開隊50周年。
- 2008年（平成20年）3月26日：航空部隊再編に伴い、第4航空隊及び八戸救難飛行隊廃止。UH-60J救難ヘリコプターは大湊航空基地に移動。
- 2011年（平成23年）3月：東日本大震災に対し災害派遣。
- 2012年（平成24年）：八戸航空基地開隊55周年。
- 2016年（平成28年）4月：熊本地震に対し災害派遣。
- 2017年（平成29年）：八戸航空基地開隊60周年。
- 2022年（令和04年）
  - 3月1日：海上自衛隊警務隊の改編により、大湊地方警務隊八戸警務分遣隊が廃止[4]。
  - 10月19日：海上保安庁が大型無人航空機（シーガーディアン）の運用を開始[5][6]。
- 2024年（令和06年）3月21日：第2航空修理隊が廃止[7]。

## 配置部隊

### 航空集団隷下部隊
- 第2航空群
  - 第2航空隊：P-3C
  - 第2整備補給隊
  - 八戸航空基地隊
- 機動施設隊

### 防衛大臣直轄部隊
- システム通信隊群
  - 大湊システム通信隊
    - 八戸システム通信分遣隊

## ギャラリー

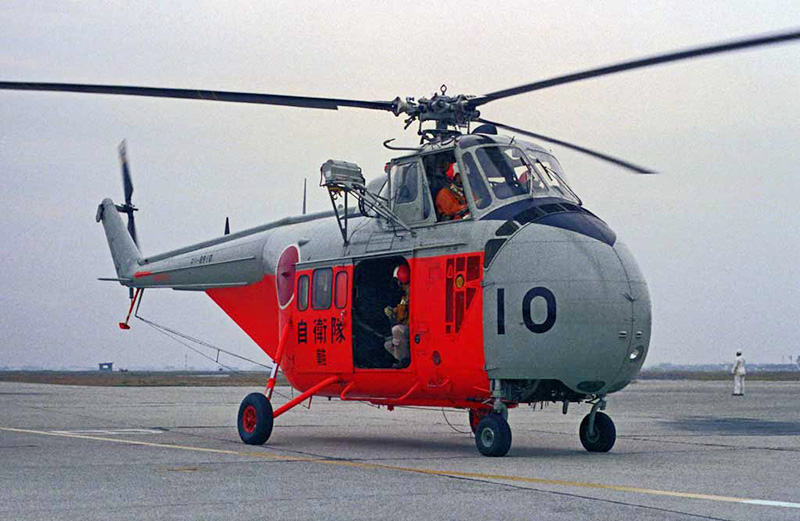
八戸救難飛行隊S-55A（1960年）
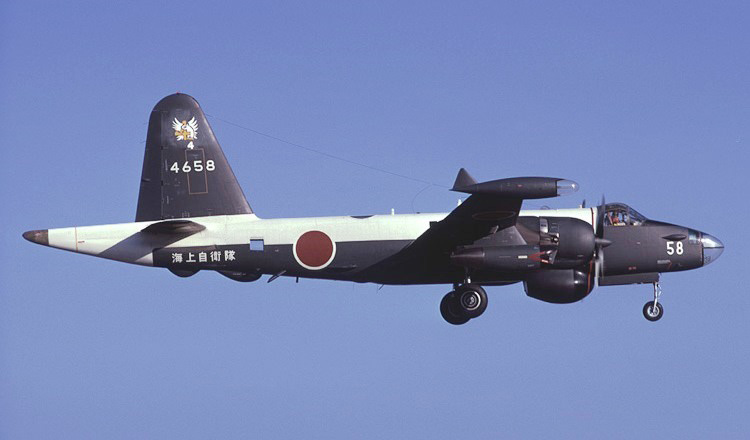
第2航空群第4飛行隊P-2V （1963年）
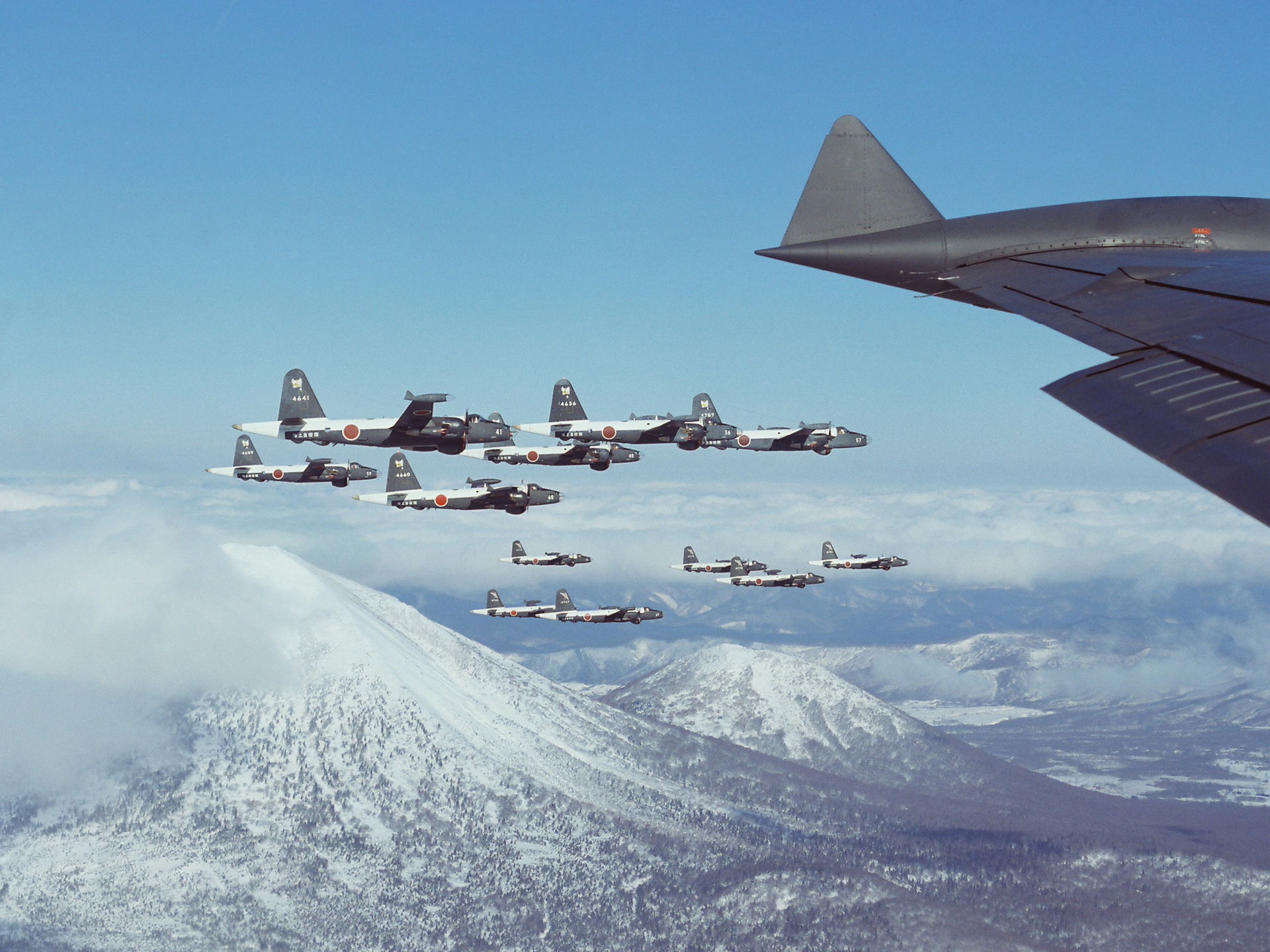
第2航空群P2V-7及びP-2J（1970年）
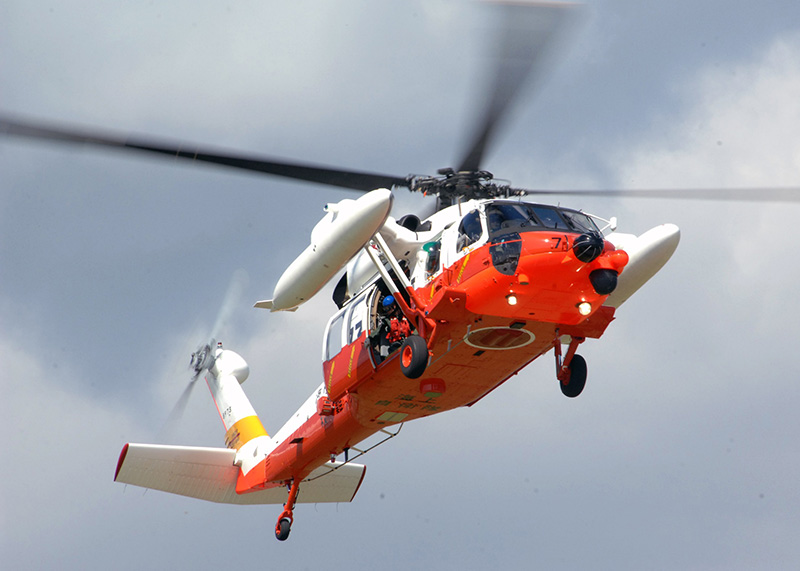
八戸救難飛行隊UH-60J （1994年）
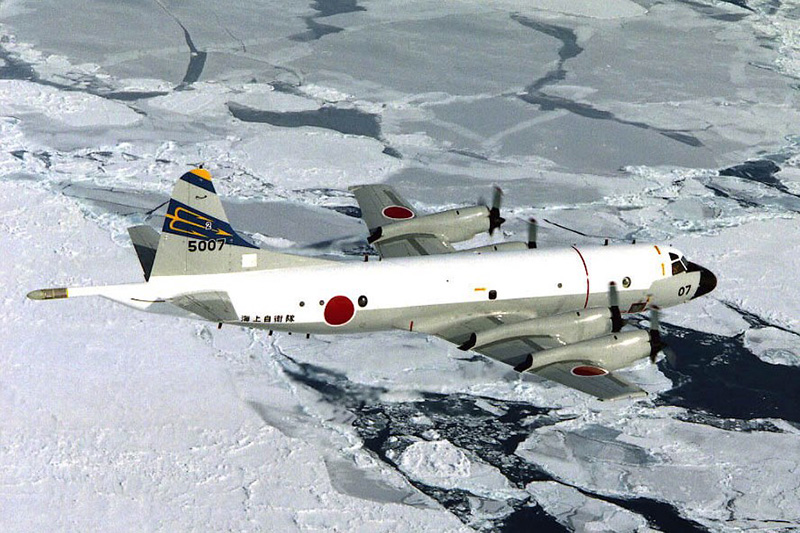
第2航空群P-3C（ハイビジ塗装）
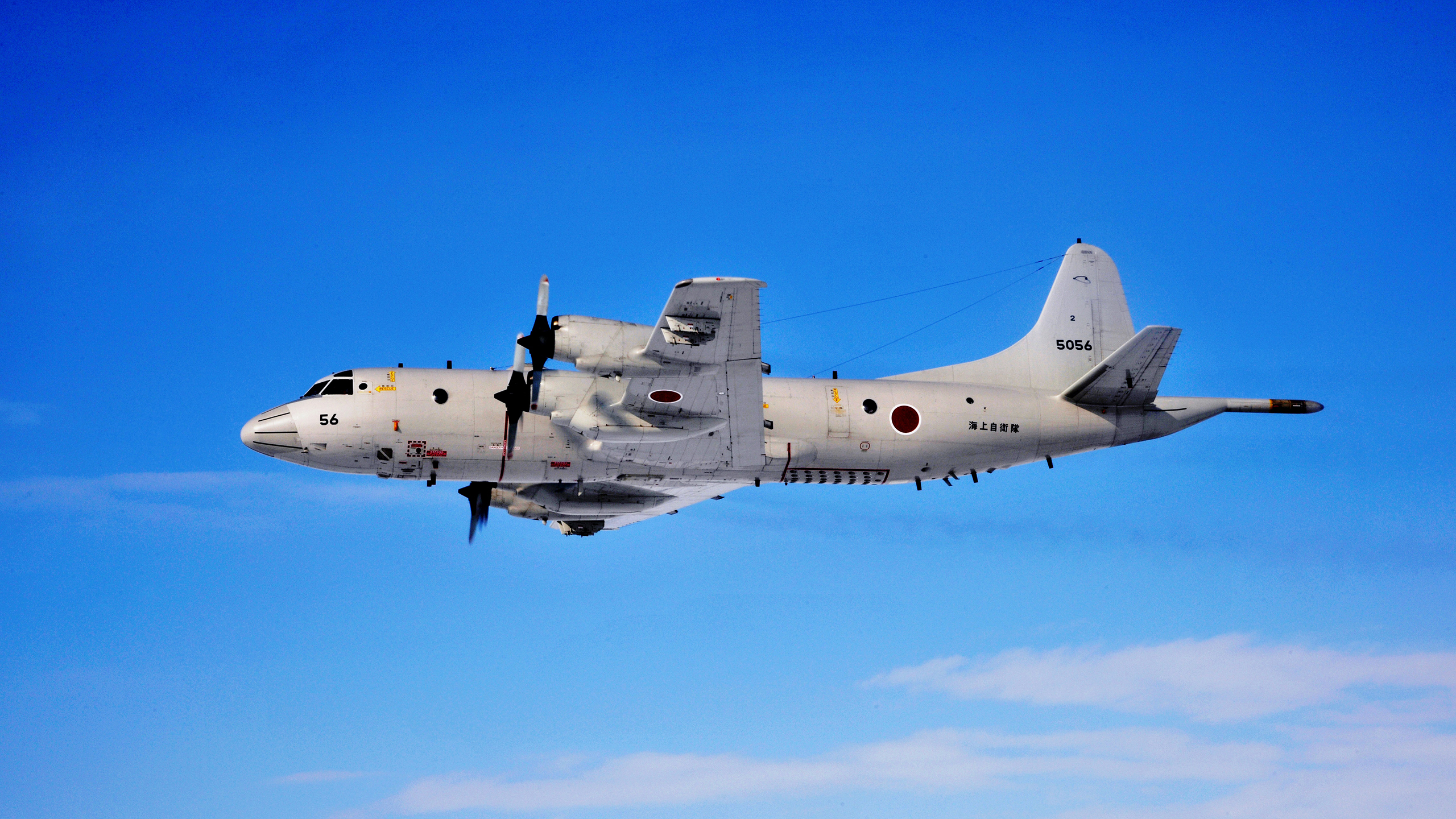
海上自衛隊第2航空群P-3C（ロービジ塗装）
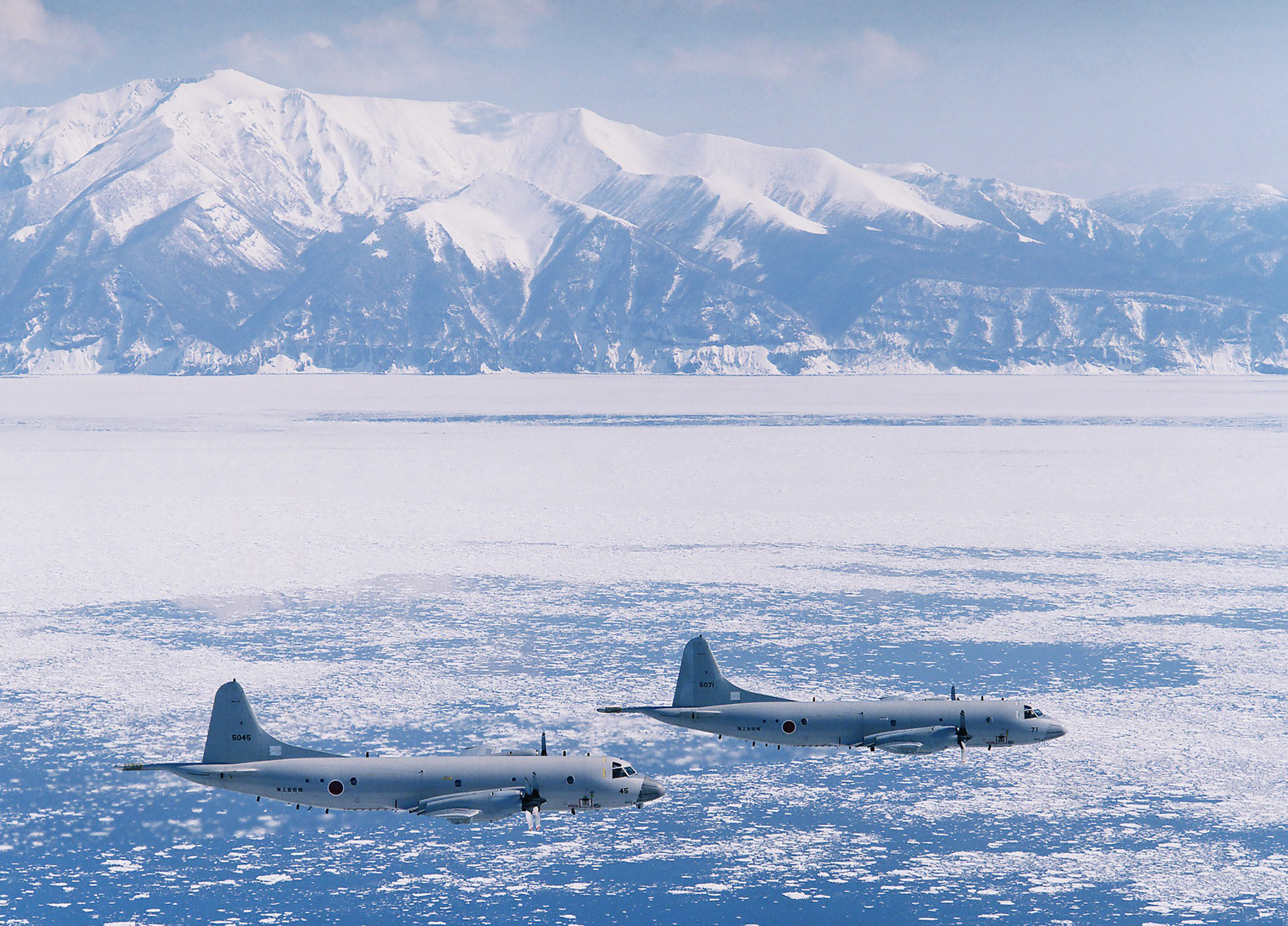
オホーツク海を飛行する第2航空群P-3C
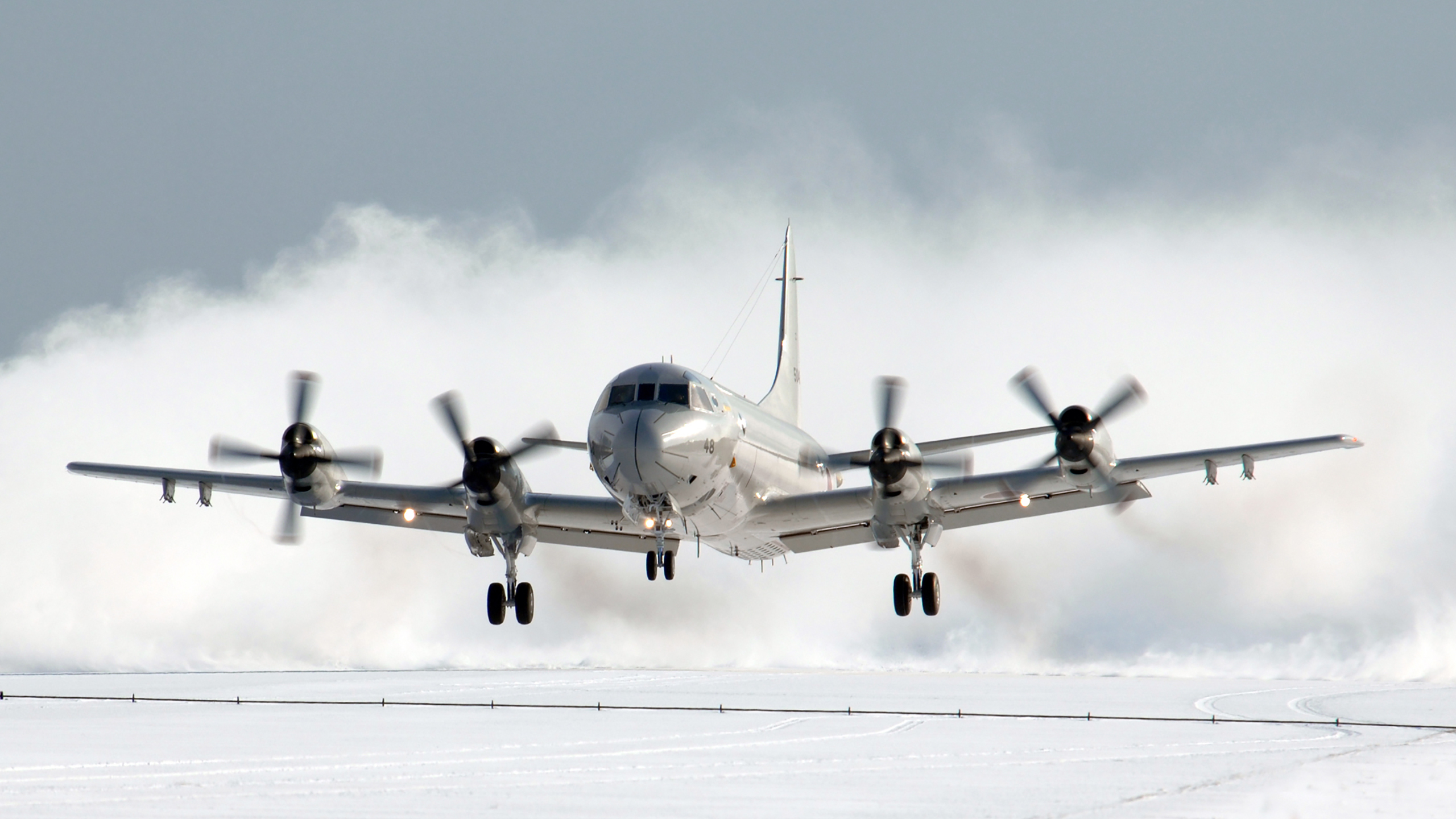
八戸航空基地を離陸するP-3C

## かつての就航路線
1965年、三沢飛行場での民間機共用が米軍の保安上の理由から中止されて八戸飛行場に移転。共用空港となる。
日本国内航空が、羽田空港-八戸空港-丘珠空港線を開設した。その後、羽田空港-八戸空港の区間が増便されたのち、1971年に日本国内航空と東亜航空の合併により東亜国内航空が発足、同社の路線となる。
1975年、民間航空路線が三沢飛行場に戻り、民間共用が終わる。